# 落合川站
落合川站（日语：／ Ochiaigawa eki */?）是東海旅客鐵道（JR東海）中央本線的鐵路車站，位於日本岐阜縣中津川市落合。

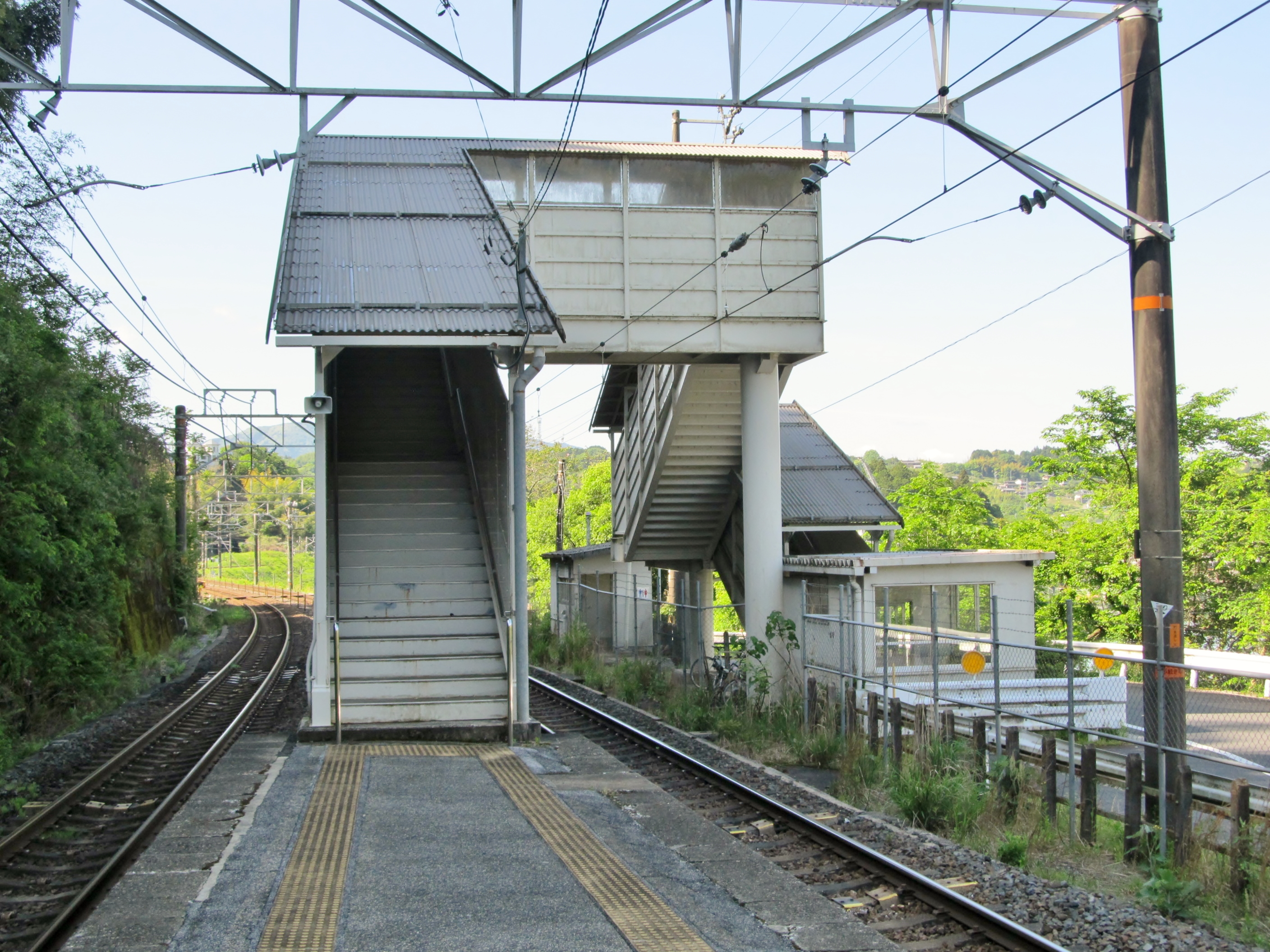
月台出入口(2024年5月)

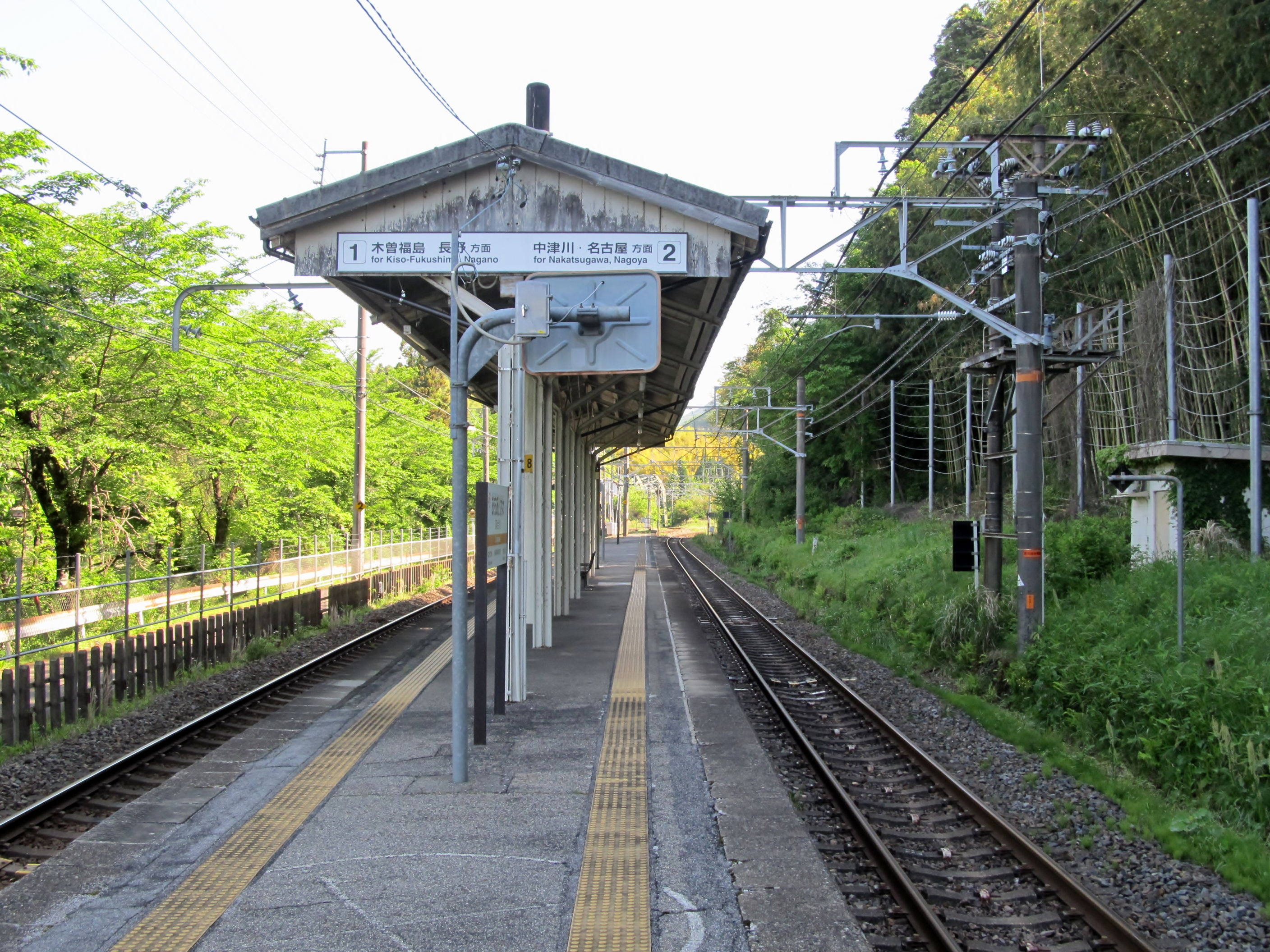
月台(2024年5月)

## 歷史
- 1913年（大正2年）9月10日：以落合川信號所的名稱開業，為鐵道省的一個車站。
- 1917年（大正6年）11月27日：改為現在名稱。
- 1918年（大正7年）4月1日：貨運業務開始辦理。
- 1949年（昭和24年）6月1日：成為日本國有鐵道的一個車站。
- 1960年（昭和35年）4月1日：貨運業務停止辦理。
- 1975年（昭和50年）9月1日：行李業務停止辦理。
- 1987年（昭和62年）4月1日：國鐵分割民營化，成為東海旅客鐵道的一個車站。

## 車站結構
本站為島式月台1面2線的地面車站。

### 月台配置
| 月台 | 路線     | 方向 | 目的地             |
| ---- | -------- | ---- | ------------------ |
| 1    | 中央本線 | 下行 | 木曾福島、長野方向 |
| 2    | 中央本線 | 上行 | 中津川、名古屋方向 |

## 车站周边
- 關西電力落合水庫
- 中津川瀨戶簡易郵政局
- 中山道落合宿
- 国道19号

## 相鄰車站
東海旅客鐵道（JR東海）
 中央本線
■快速、■普通
坂下－落合川－中津川（CF19）